# Jacqueline de Romilly
Jacqueline Worms de Romilly (Chartres, 26 de març de 1913 – París, 18 de desembre de 2010) fou una hel·lenista, escriptora i professora francesa. El 1995 li va ser concedida, pel seu filohel·lenisme, la nacionalitat grega.
És coneguda pels seus estudis sobre la civilització i la llengua de l'Antiga Grècia. Va ser la primera dona a ingressar al Col·legi de França i la segona que va entrar a l'Académie Française.

## Trajectòria
Jacqueline de Romilly (o Worms de Romilly) va néixer com a Jacqueline David el 1913. Era filla de Maxime David, professor francès de filosofia, mort en la Primera Guerra, el 1914, i de Jeanne Malvoisin, que es va fer escriptora després d'aquest conflicte mundial, i familiar.
Va estudiar al Lycée Molière, on va guanyar el Concurs General de llatí i va obtenir el segon premi en grec el 1930. Després va preparar el seu accés a l'Escola Normal Superior (al Lycée Louis-le-Grand), on hi accedí el 1933. Alumna de l'hel·lenista Paul Mazon, va aconseguir l'agregació en lletres el 1936. Es va casar el 1940 amb Michel Worms de Romilly (del que es divorcià el 1973).
Va ser expulsada de les seves funcions per la legislació racista del règim de Vichy, el 1941, pel seu origen jueu i va haver d'ocultar-se. Només després de la Segona Guerra, el 1947, va poder concloure la seva tesi doctoral sobre Tucídides; treball que marcarà la seva recerca i els seus escrits, que arrenquen de la seva fascinació primerenca per l'historiador grec.
Després de la seva docència en la secundària, va ser professora a la Universitat de Lilla, i després a la Sorbona, on va ensenyar entre 1957 i 1973. En aquells dies va iniciar la seva carrera com a assagista. De 1973 a 1984, va exercir una càtedra sobre la Grècia antiga (sobre el sorgiment del pensament moral i polític) en el Col·legi de França, essent la primera dona nomenada per a ser-ne docent. 
El 1975, fou elegida membre de l'Académie des Inscriptions et Belles-Lettres (essent la primera dona a pertànyer-hi) que, a més, va presidir el 1987. El 1988 esdevingué la segona dona (després de Marguerite Yourcenar) a entrar a l'Académie Française.
Va presidir la societat Guillaume Budé, durant uns anys, i després va seguir essent-ne la presidenta d'honor. El 1992, Jacqueline de Romilly va fundar, amb Marc Fumaroli, una societat per a la salvaguarda dels ensenyaments literaris. Va rebre la nacionalitat grega el 1995, i fou nomenada «ambaixadora de l'hel·lenisme» el 2000.
En 2008, quan tenia 95 anys, es va convertir al catolicisme maronita (havia estat batejada el 1940). Va morir a l'hospital Ambroise-Paré de Boulogne-Billancourt el 2010, als 97 anys.